# Иманов, Данаке
Данаке Иманов (кирг. Данаке Иман уулу, 1898, село Эсен-Аман — 5 ноября 1938) — партийный и государственный деятель советских Киргизии и Казахстана. В 1938 году осуждён по обвинению в участии в националистической организации Алаш-Орда и расстрелян.

## Биография
Родился в селе Эсен-Аман (ныне — Джети-Огузский район Иссык-Кульской области).
Учился в русско-туземной школе Пржевальска. Среднеазиатское восстание 1916 года заставило его бежать в Китай, где находился до декабря 1918 года. В 1919—1920 годах служил в Красной армии политруком, в январе 1919 года вступил в Коммунистическую партию Туркестана. После демобилизации — член Семиреченского обкома комсомола, заместитель председателя областного бюро Союза бедноты и батраков в Алма-Ате. В 1922—1925 годах работал в Союзе Кошчи в разных местах: Каракольский уезд, Алма-Ата, Пишпек, Коканд. В 1925—1926 годах учился в КУТВ, затем вернулся во Фрунзе, где в 1926—1928 годах руководил Облоно и Главполитпросветом республики. Входил в состав комиссии по переводу киргизского языка на латиницу, был постоянным консультантом первого фильма о Киргизии «Крытый фургон» (1927 год). В 1929—1934 годах был директором сначала школы крестьянской молодежи, а потом Киргизского колхозного техникума. Принимал участие в коллективизации и борьбе с басмачами.
16 августа 1937 года арестован, тройкой НКВД Киргизской ССР от 10 февраля 1938 года приговорен к расстрелу с конфискацией имущества. Предъявленное обвинение гласило: Д. Иманов состоял с 1922 года членом организации Алаш-Орда и по заданию бывшего председателя СНК Киргизской АССР Ю. Абдрахманова (расстрелян 5 ноября 1938 года, но посмертно реабилитирован) и бывшего председателя СНК Киргизской ССР Б. Исакеева (расстрелян также 5 ноября 1938 года) занимался шпионажем. Приговор приведён в исполнение 5 ноября 1938 года; место казни Д. Иманова не известно, его родственникам было сообщено, что он умер 19 сентября 1944 года от злокачественного гипертонита. 7 августа 1956 года Военный трибунал Туркестанского военного округа отменил приговор тройки НКВД в отношении Д. Иманова за отсутствием в его действиях состава преступления.